# 朴文元
朴文元（?—?），新罗宗室，追封興廉王，新罗第8任国王阿達羅尼師今的遠孫。

## 生平
根据《三国史记》新罗神德王朴景暉的生父是朴乂謙，被追封为興廉大王。《三国遗事》记载神德王的生父是朴文元，朴文元官至伊干。朴乂謙（朴銳謙）是朴景暉的義父，官至角干，追封宣成大王。朴景暉之母貞花夫人，夫人之父是順弘角干，追諡成武大王，祖父元鄰角干，也是阿達王之遠孫。孝恭王十六年（912年），孝恭王薨，無子，國人推戴朴景暉为神德王。朴氏自阿達羅尼師今之后时隔728年（184年—912年）重新登上新罗的王位。

## 父亲
- 朴文官，官至海干